# Glasner Ábrahám
Glasner Ábrahám (Pozsony, 1825 – Kolozsvár, 1877. november 28.)  főrabbi Kolozsváron, Glasner Mózes rabbi apja, Wald Ábrahám matematikus dédapja.

## Életpályája
Glasner Jakab és Frankel Adél fia, Glasner Reisel (Pozsony, 1830–Kolozsvár, 1908) férje. 1863-ban hívták meg rabbinak Kolozsvárra Liptószentmiklósról, és ezt a beosztást 1877-es haláláig megtartotta. Konzervatív szellemben vezette és erősítette a hitközséget. 
A kiegyezés után Eötvös József  vallás- és közoktatásügyi miniszter szerette volna a zsidó hitközségeket egységes szervezetbe tömöríteni, de az összehívott kongresszuson a résztvevők ezt a szabályozást csak 57%-ban fogadták el, a konzervatívok minden országos szabályozást elutasítva elhagyták a kongresszust. Ezután a hitközségek szétválltak, a később ortodox (konzervatív), illetve neológ (újító) jelzővel ellátott hitközségekre. Kolozsváron az első neológ hitközség csak Glasner Ábrahám halála után alakult meg, 1882-ben. Glasner Ábrahám munkáját fia, Glasner Mózes ortodox zsidó rabbiként folytatta, majd őt követte fia, Glasner Akiba.

## Emléke
Sírja a kolozsvári Balassa (ma Aviator Bădescu) utcai zsidó temető déli részében van. Az elhanyagolt síremléket, a mellette levő sírkővel együtt, amely alatt felesége nyugszik, 2022-ben újították fel.

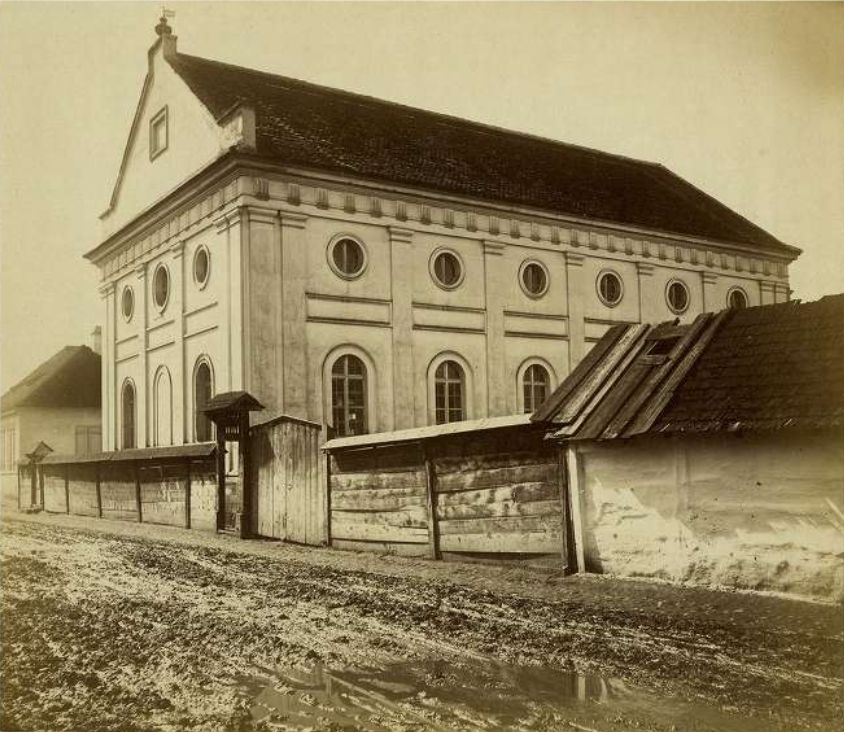
Az 1851-ben épült ortodox zsinagóga (1870 előtt) Veress Ferenc felvétele
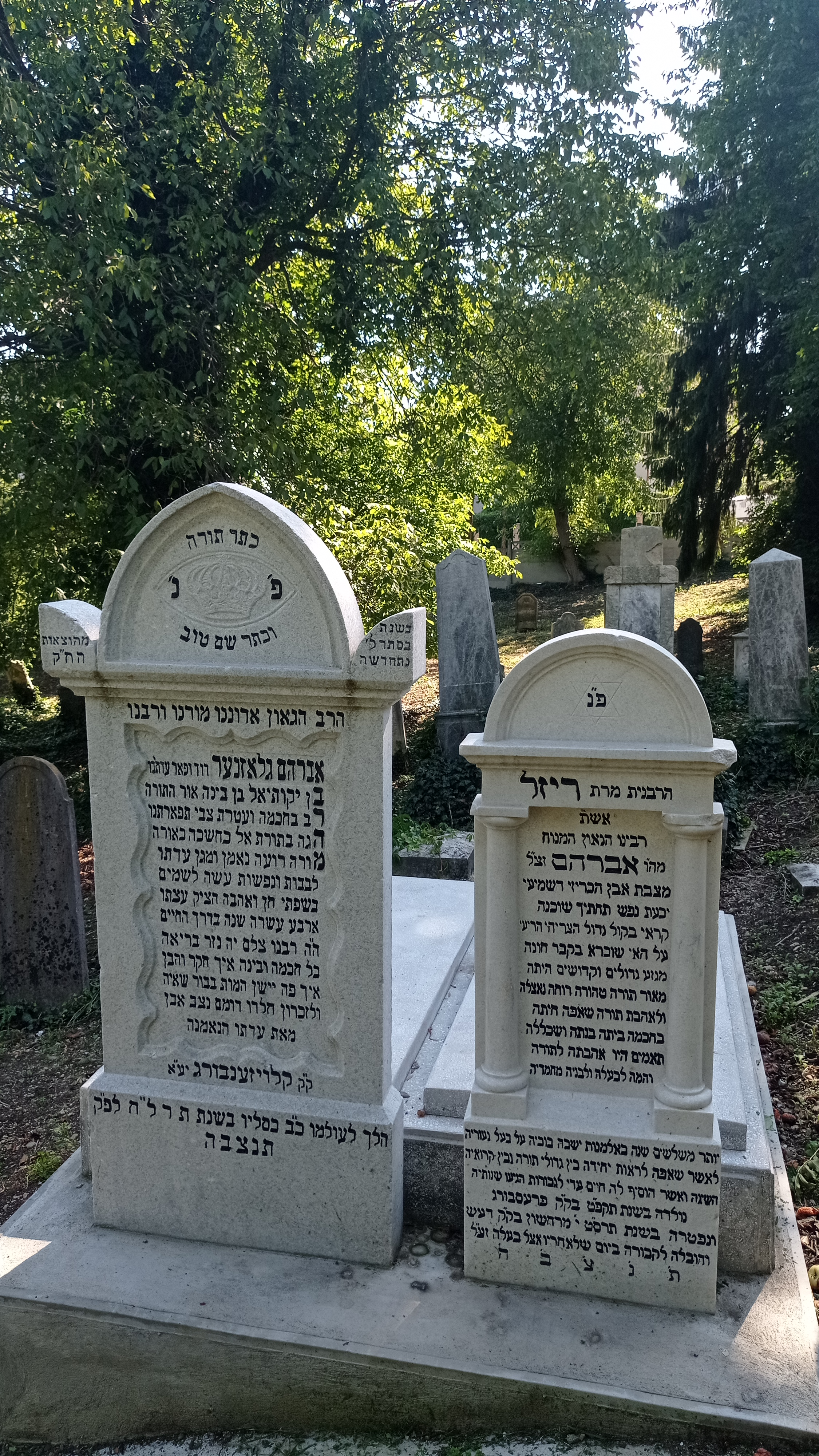
Sírja (feleségével) a Balassa utcai zsidó temetőben

## Forrás
- Gaal György: Hány hitközség volt Kolozsvárt, Szabadság, 1991. május 31. Online hozzáférés
- Gaal György: A Házsongárdtól a Kismezőig. Kolozsvári sírkertek a XIX-XX. századból, Exit Kiadó, Kolozsvár, 2016.
- geni.com